# District d'Iwafune
Le district d'Iwafune (岩船郡, Iwafune-gun) est un district de la préfecture de Niigata au Japon.
Au 1er mai 2014, sa population était de 6 380 habitants pour une superficie de 309,47 km2.

## Communes du district
- Awashimaura
- Sekikawa